# Gaston-Henri Billotte
Gaston-Henri-Gustave Billotte (10 de febrero de 1875 - 23 de mayo de 1940) fue un militar francés, recordado principalmente por su actuación en el fracaso del Ejército Francés en derrotar a los alemanes en la invasión de Francia de mayo de 1940. Murió tras un accidente de coche en plena batalla.

## Biografía
Hijo de un director de escuela de origen borgoñón, Billotte nació en Sommeval (Aube). Se graduó en la academia militar de Saint-Cyr en 1896 y se alistó en la infantería de marina. Tras servir en Tonkin y en China, regresa a Francia e ingresa en la Escuela de Guerra (promoción 1907-1909). De 1911 a 1913 está en Tonkin como jefe de batallón, y luego en Marruecos hasta 1915.

## Carrera militar

### Primera Guerra Mundial
Ascendido a teniente coronel en 1915, fue asignado al Estado Mayor General como jefe de la sección de Teatro de las Operaciones en el Extranjero (TOE). Ascendido a coronel en 1916. En 1918 dirige un regimiento de infantería y fue atacado por gas mostaza en el monte Kemmel.

### Periodo de Entreguerras
En 1919-1920 fue jefe de la Misión Militar Francesa en Polonia durante la guerra ruso-polaca. Ascendió a general de brigada en julio de 1920. De febrero a junio de 1921 fue comandante de la 1.º brigada de infantería de Túnez. De junio de 1921 a noviembre de 1924 fue comandante de la 2.º división de Levante (Siria). Estuvo luego en Marruecos, durante la guerra del Rif, en 1925 y 1926. Fue nombrado general de división en abril de 1927. En diciembre de 1927 asumió el mando de la 10.º división de infantería colonial, y en mayo de 1929 de la 3.º división de infantería colonial. Entre 1930 y 1932 se convirtió en jefe de las fuerzas armadas en la Indochina Francesa. A su regreso a Francia fue nombrado general de ejército en 1933, y se convirtió en miembro del Consejo Supremo de Guerra en noviembre de 1933, en donde permaneció hasta el inicio de la Segunda Guerra Mundial. Desde febrero de 1936 a diciembre de 1937 fue también Presidente del Comité Consultivo para la Defensa Colonial. El 17 de noviembre de 1937 es nombrado Gobernador Militar de Paris.

### Segunda Guerra Mundial
Cuando estalló la Segunda Guerra Mundial, Billote tenía 64 años y estaba próximo a jubilarse, pero fue nombrado Comandante en Jefe del 1.º Grupo de Ejército situado en el norte de Francia junto a la frontera belga, y formado por los ejércitos 7.º (Giraud), BEF (Gort), 1.º (Blanchard) 9.º (Corap), 2.º (Huntziger).
En diciembre de 1939, tras la ofensiva victoriosa alemana en Polonia, escribió un informe a sus superiores, el general Gamelin y el general Georges, en el que tras indicar que la derrota polaca se ha debido a lo llano del terreno, lo pobremente forticada que estaba la defensa y la falta de armas antitanques, advierte que el choque de los ejércitos alemanes y aliados en Bélgica será similar.
Cuando los alemanes atacaron el 10 de mayo de 1940, las fuerzas de Billotte entraron en Bélgica, según el plan Aliado Dyle-Breda, al suponer que los alemanes repetirían la maniobra de la Primera Guerra Mundial, atacando a través de Bélgica el norte de Francia y avanzando sobre París. En realidad, el ataque alemán en Bélgica era una trampa ideada para atraer a las tropas Aliadas hacia el norte, mientras el asalto principal alemán se producía en el sector de las Ardenas, más al sur (Plan Manstein). Como todos los jefes militares Aliados, Billotte no fue capaz de descubrir el plan alemán.
El 12 de mayo a Billotte se le dio la orden de coordinar las operaciones de los ejércitos franceses, belgas e ingleses en Bélgica. Debido a la falta de personal y experiencia para esta tarea, se echó a llorar cuando se le informó de su misión. Fracasó en su intento de actuar coordinadamente con el comandante británico, general Lord Gort, y el comandante belga, el Rey Leopoldo. Para el 15 de mayo la moral de Billotte estaba "por los suelos".
El 20 de mayo el Gobierno británico, alarmado por la situación, envió al Jefe del Estado Mayor Imperial, general Edmund Ironside, para entrevistarse con Gort y Billotte. Ironside escribiría después que encontró a Billotte y a Blanchard en un estado de completa depresión, sin ningún plan, incapaces de reaccionar. Tras enfadarse con Billotte e incluso zarandearle, consigue convencerle de la necesidad de colaborar con los británicos en un ataque hacia Amiens. Después Ironside llamará al nuevo Comandante en jefe francés, general Maxime Weygand y tras quejarse de la situación de las tropas francesas pide el relevo de Billotte.
El 21 de mayo, en Ypres, Weygand, se reúne con Billotte, y ante el avance alemán hacia el mar le ordenó atacar con sus fuerzas hacia el sur, desde los alrededores de Cambrai, mientras él atacaría hacia el norte desde el Somme. Billotte le dijo que el 1.º Ejército francés era incapaz de realizar ningún ataque, y que sólo la BEF podría actuar. Según Weygand, Billotte se encontraba depresivo y pesimista, marcado por la fatiga y angustias de las dos últimas semanas.
A última hora del día 21 se celebró una reunión entre Gort y Billotte. Este le habló de los planes de Weygand. Gort le habló de su ataque en Arras, sin buenos resultados, en donde había comprometido a todas sus reservas. Gort objetó que sus tropas no estarían disponibles hasta el día 26 como mínimo. También dijo que participaría en el ataque, pero que creía que las posibilidades de éxito eran casi nulas.
Tras dicha conferencia, en la noche del 21 al 22 de mayo, el vehículo en el que viajaba Billotte al parecer derrapó y chocó con la parte posterior de un camión de refugiados o un camión militar en la aldea belga de Locre, cerca de Bailleul. El conductor del vehículo llevaba casco y sobrevivió, pero Billotte, que llevaba la cabeza al descubierto, resultó gravemente herido. Tras dos días en coma, falleció en el hospital de Ypres. Era un accidente catastrófico para los Aliados pues Billotte era quien conocía el plan de Weygand y la única persona en la que tenían confianza Gort y el rey Leopoldo. A la muerte de Billote se le asignó su cargo al jefe del 1.º Ejército, Blanchard.
El hijo de Billotte, Pierre Billotte se unión a la Francia Libre y tuvo una distinguida carrera miltiar y política en la Francia de postguerra.